# Krakeling (koek)

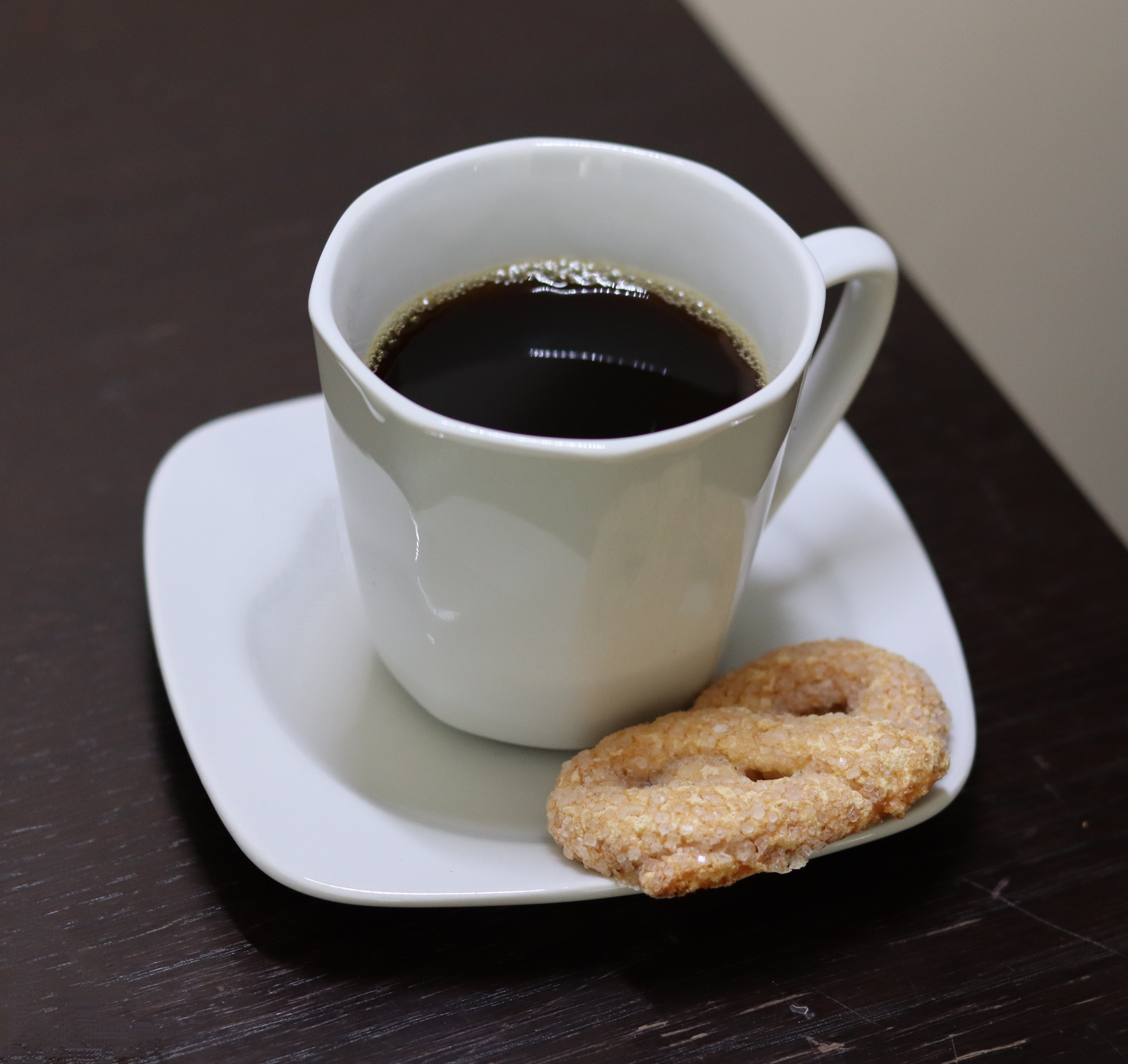
Een kopje koffie met krakeling

De krakeling is een soort koekje. Het wordt vaak als typisch Nederlands beschouwd, maar ook in Vlaanderen en  Scandinavië is het een bekende zoetigheid.
Het koekje kenmerkt zich door zijn specifieke vorm. Het deeg wordt in een lange sliert gerold, waarna de uiteinden kruislings teruggeslagen worden naar het midden van de sliert. De krakeling wordt afgewerkt met een suikerlaagje of grove suiker en eventueel kaneel. De pretzel is de hartige variant van de krakeling.

## Speciale gelegenheden

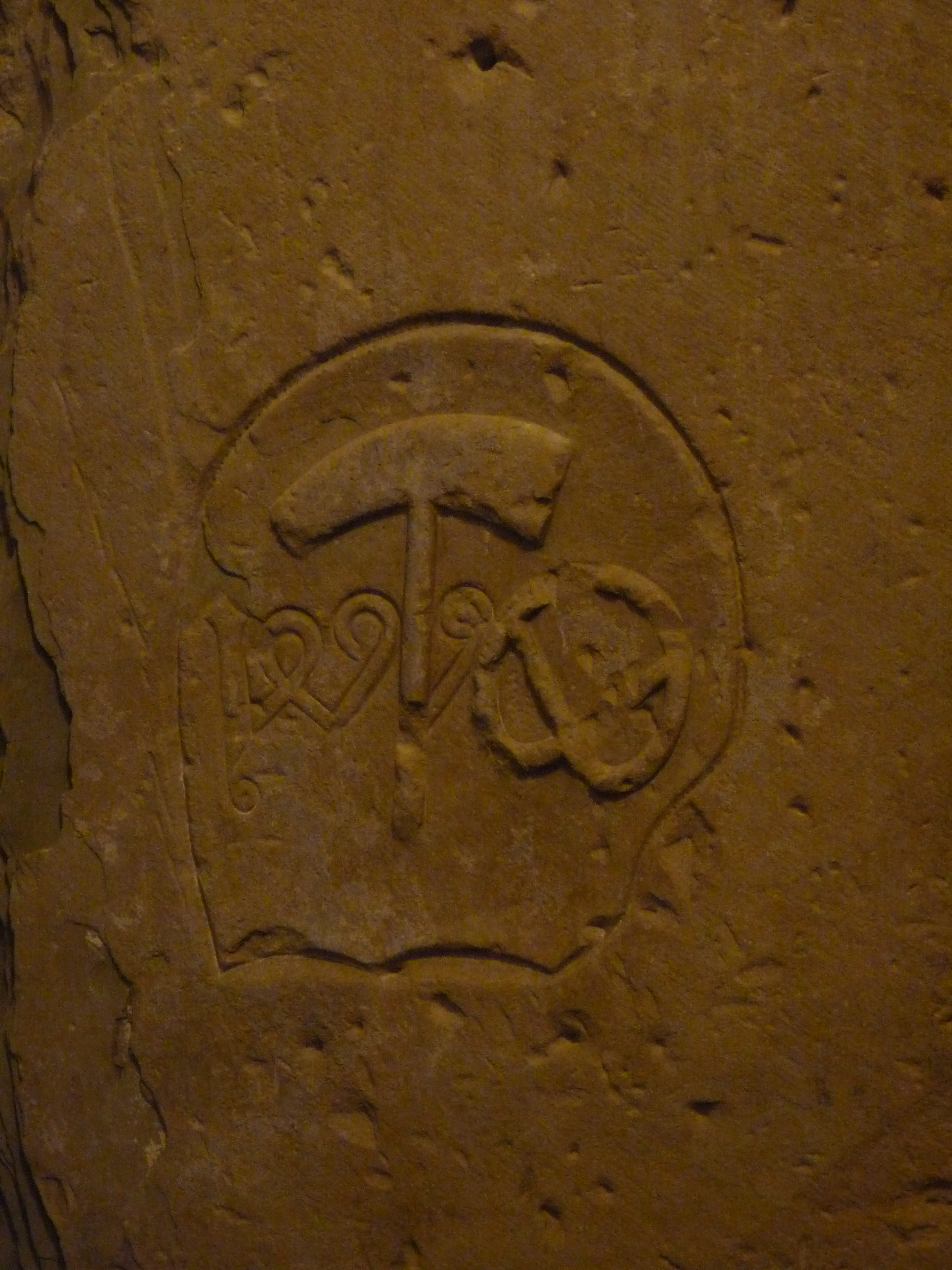
Krakeling op een graf, Michaelskirche in Waiblingen

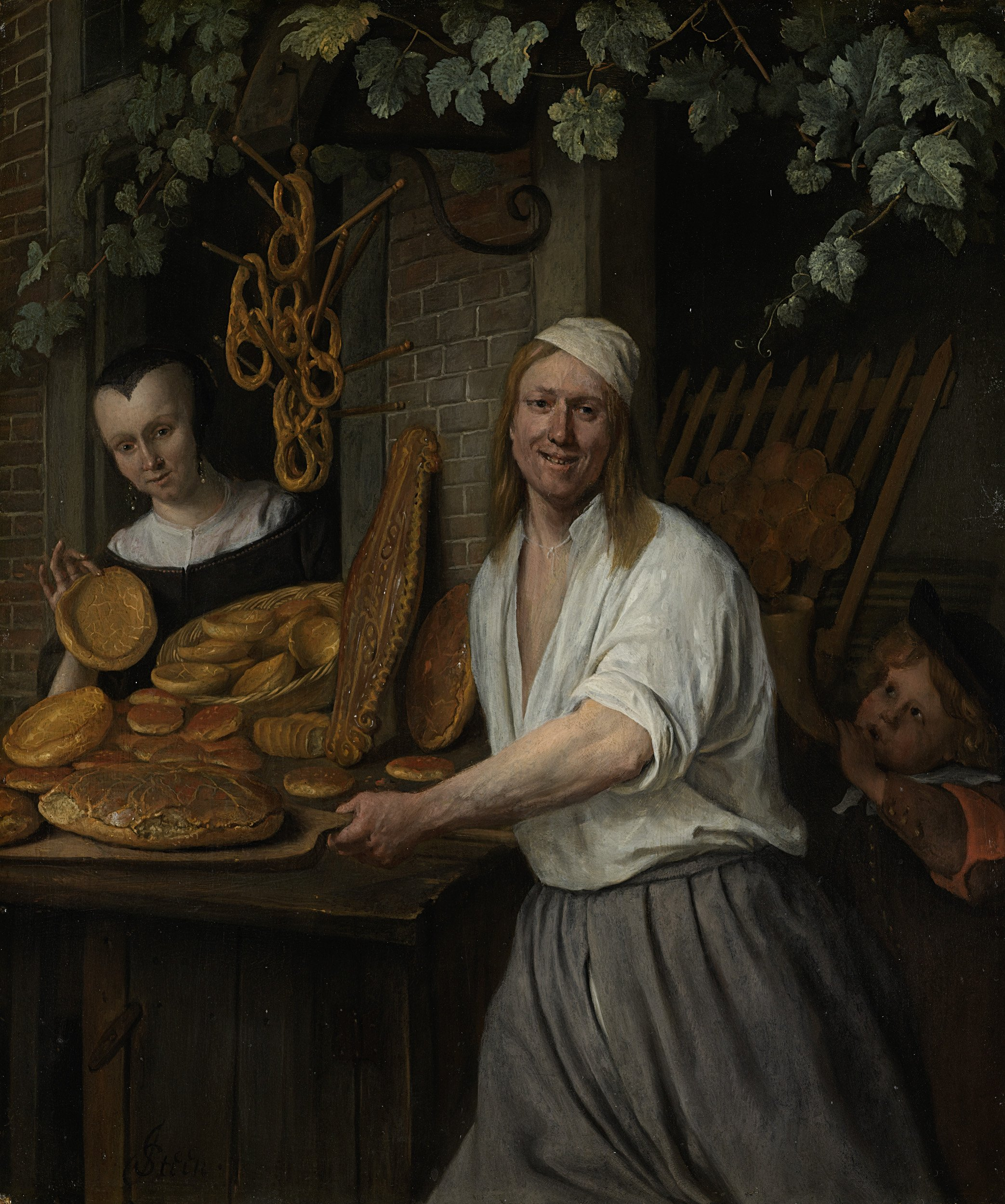
Bakker Arent Oostwaard en zijn vrouw Catharina Keizerswaard met allerlei verschillende soorten vers gebakken brood (broodjes, krakelingen, kadetten, duivekater) voor de bakkerij, 1658, Jan Steen, Rijksmuseum Amsterdam

Een groter formaat van de krakeling wordt vaak geserveerd bij de koffie op begrafenissen en crematies. De vorm staat dan symbool voor het begin en het einde van het leven.
Vlechtbroden, beendergebakken en grote krakelingen werden, al dan niet voorzien van geldstuk, aan de peetkinderen geschonken door peter en meter. In katholieke streken handhaafde dit gebruik zich vooral op Allerzielendag, terwijl in overwegend protestantse streken deze giften naar Nieuwjaarsdag werden verschoven. Paarden, hazen, varkens, bomen, mensenparen waren in brood- en banketvorm terug te vinden op de oude boerensteden of in de etalages van de bakker. Oude geloofs- en eeuwigheidsymbolen als ringen, bollen en krakelingen werden tevens uitgebeeld.
Krakelingen spelen ook een rol bij huwelijken. Zo is het in Staphorst onderdeel van de klederdracht. De aanstaande bruidegom maakte tijdens het varen bruidsklompen voor zijn bruid met kerfwerk bestaande uit toverknopen of drievoudige krakelingen, die alleen tijdens de bruidstijd gedragen werden.
Bij kraamanijs worden krakelingen geserveerd, als symbool van het eeuwige leven daar ze geen einde hebben.
De broers Joost Hiddes Halbertsma en Eeltje Halbertsma (bekende volksschrijvers uit de 19e eeuw) beschrijven het feest Sint Piter, waarbij deze sint een zijden doek om het gezicht draagt en krakelingen uit Hamburg, koek, speelgoed en appels aan de kleding genaaid heeft.
In het overwegend protestantse Noord-Duitsland zijn gestalten te vinden, die – net als in Nederland – eigenschappen van Sinterklaas en een zwarte boeman combineerden. Op het Oost-Friese eiland Wangerooge heette de verbasterde duivelsgestalte Sunnerklaus. Hij ging op kerstavond samen met zijn knecht Greifan alle huizen langs en ondervroeg de kinderen of ze al konden bidden. Ze moesten beloven gehoorzaam te zijn en hem een hand geven. Ze kregen dan een krakeling. 
In 1661 had Everard Meyster de Amersfoorters zo gek gekregen dat zij een grote zwerfkei, de Amersfoortse Kei, van de heide bij De Stompert de stad in trokken. Bij deze gebeurtenis trakteerde hij op bier en krakelingen. Zijn huis (De Krakeling) is hiernaar vernoemd.

## Lokale varianten

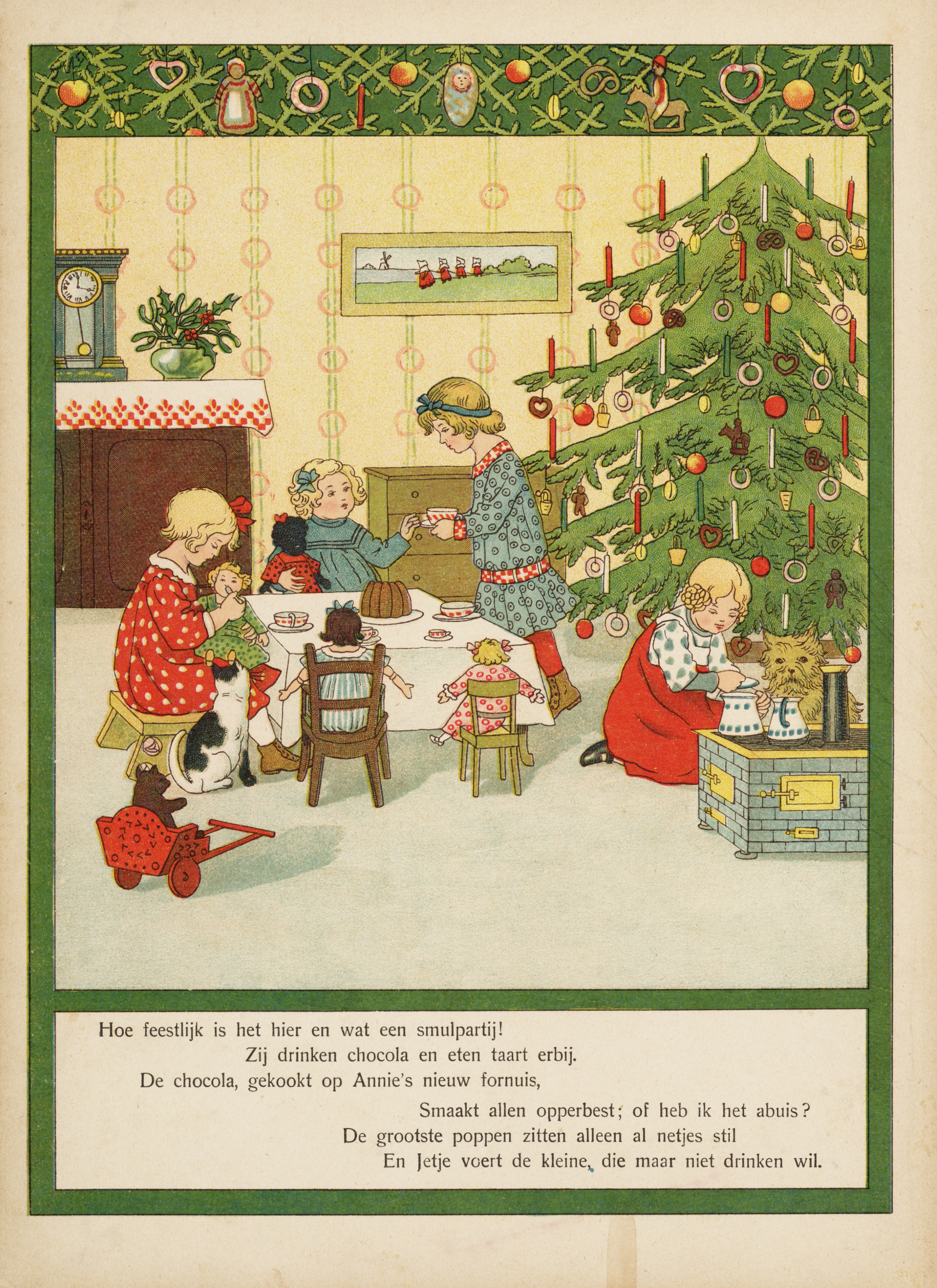
Dat heerlijke kerstfeest, er hangen o.a. kerstkransjes en krakelingen in de boom, KB, nationale bibliotheek, 1910

Er bestaan ook plaatselijke varianten op de krakeling. In de omgeving van de Tielerwaard, Bommelerwaard en het Land van Heusden en Altena kent men een wat dikkere krakeling, die door de bruine basterdsuiker is gerold. Tijdens het bakproces karamelliseert de suiker en ontstaat een krokante buitenlaag. Deze krakelingen worden, naast oliebollen en appelbeignets, het hele jaar door, maar in het bijzonder met oudjaar gegeten. Per dorp kan de receptuur lichtelijk verschillen. De Geldermalsense krakeling (met donkere basterdsuiker en een vleugje kaneel) en de Heukelumse krakelingen (lichtbruine basterdsuiker) zijn bekende varianten.
In Geraardsbergen is de krakeling een ringvormig broodje, ook wel 'mastel' genaamd, dat vooral bekend is van de krakelingenworp. Dit Feest van Krakelingen en Tonnekensbrand in Geraardsbergen staat sinds 2010 vermeld op de Representatieve lijst van het immaterieel cultureel erfgoed van de mensheid.
In Brugge kent men de Brugse achten. Deze koeken zouden gebaseerd zijn op een recept van Maria van Bourgondië. Brugse achten zijn qua uiterlijk en smaak vergelijkbaar met de Geldermalsense en Heukelumse krakelingen.

## Afbeeldingen

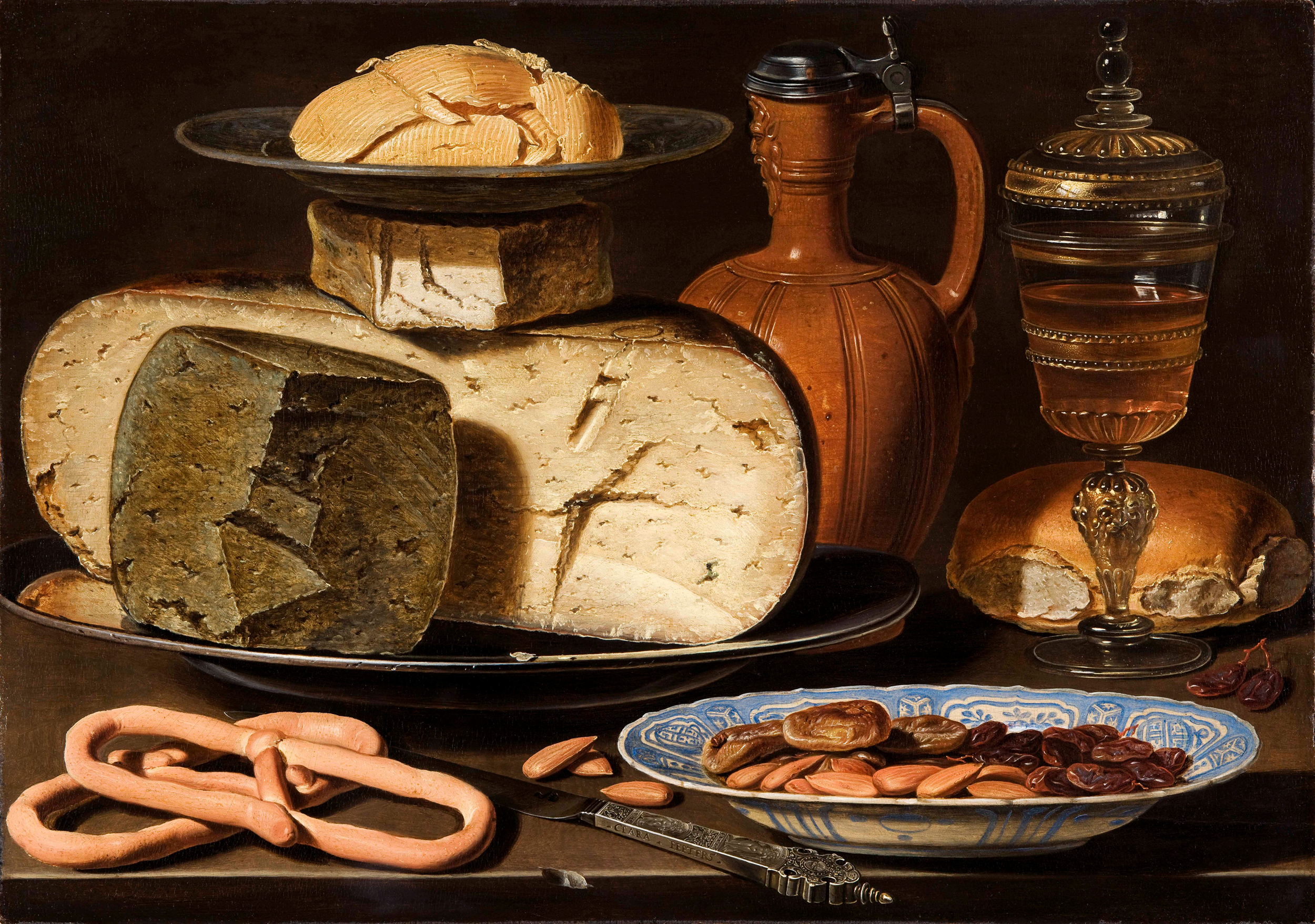
Stilleven met kazen, amandelen en krakelingen

Stilleven met kazen, amandelen en krakelingen is een schilderij van Clara Peeters uit ca. 1615. Het is tegenwoordig in bezit van het Mauritshuis.

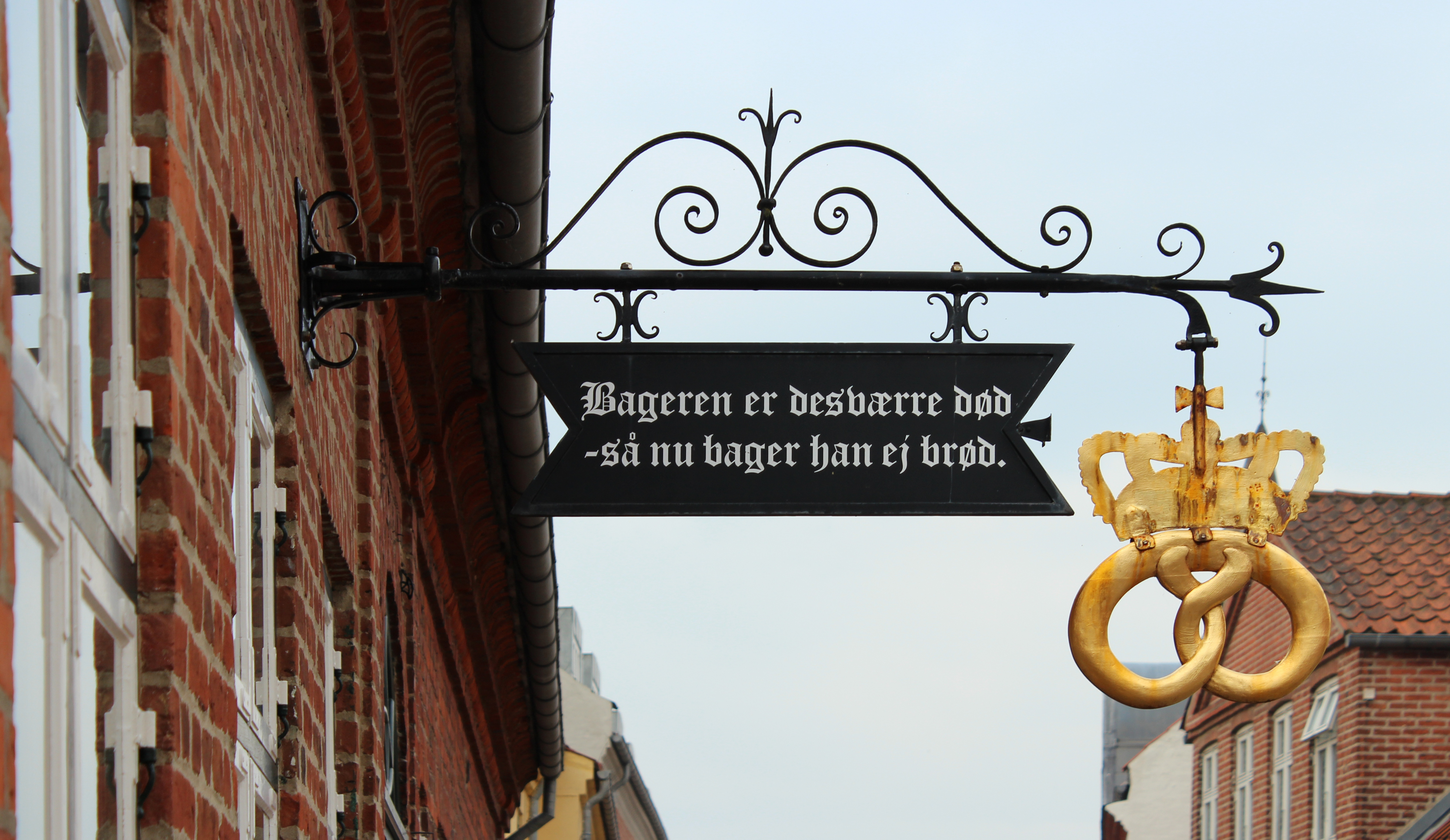
Reclamebord met krakeling (kringle) en de tekst 'de bakker is helaas dood, dus nu maakt hij geen brood', Denemarken
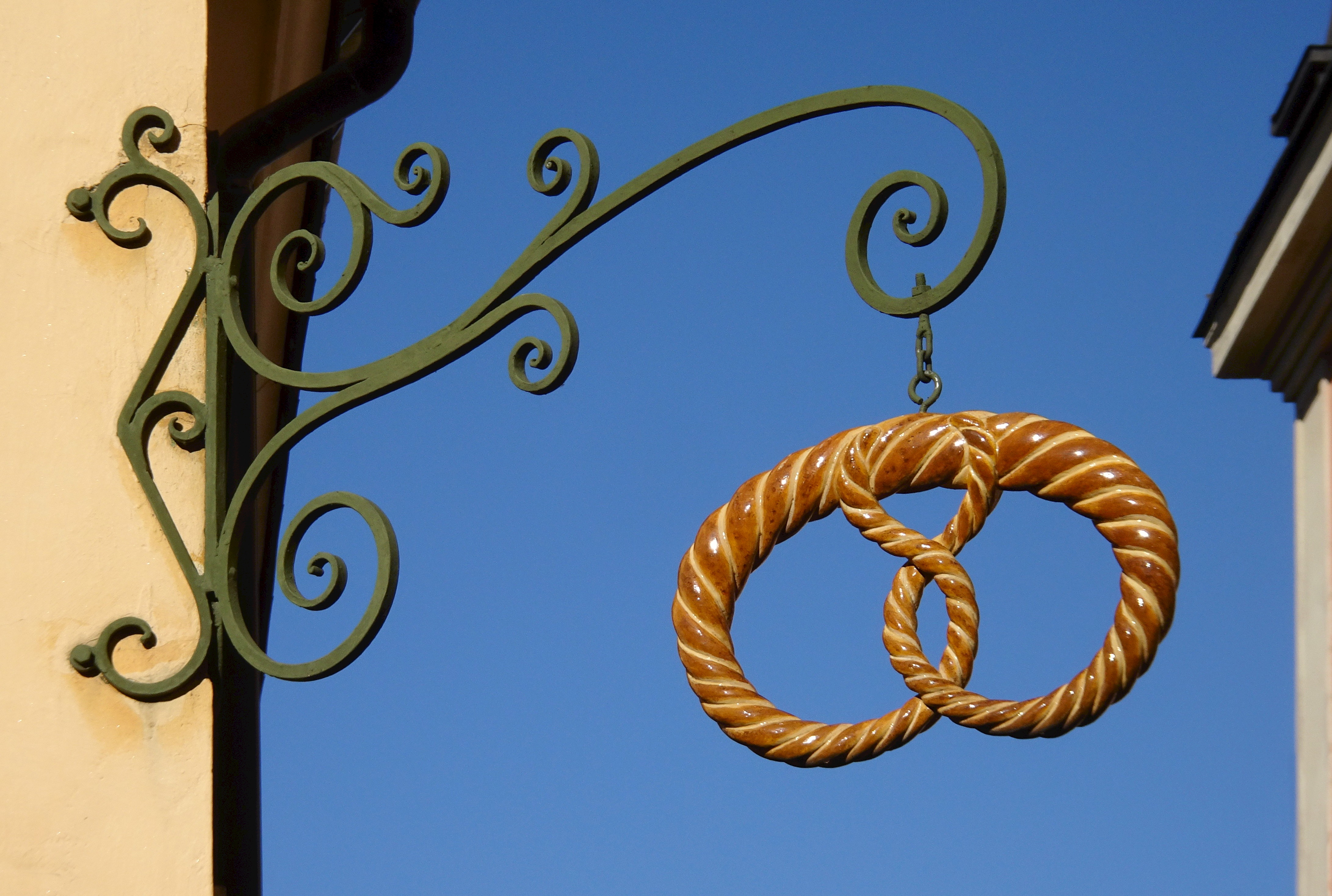
Reclamebord met krakeling (kringla) in Stockholm, Zweden
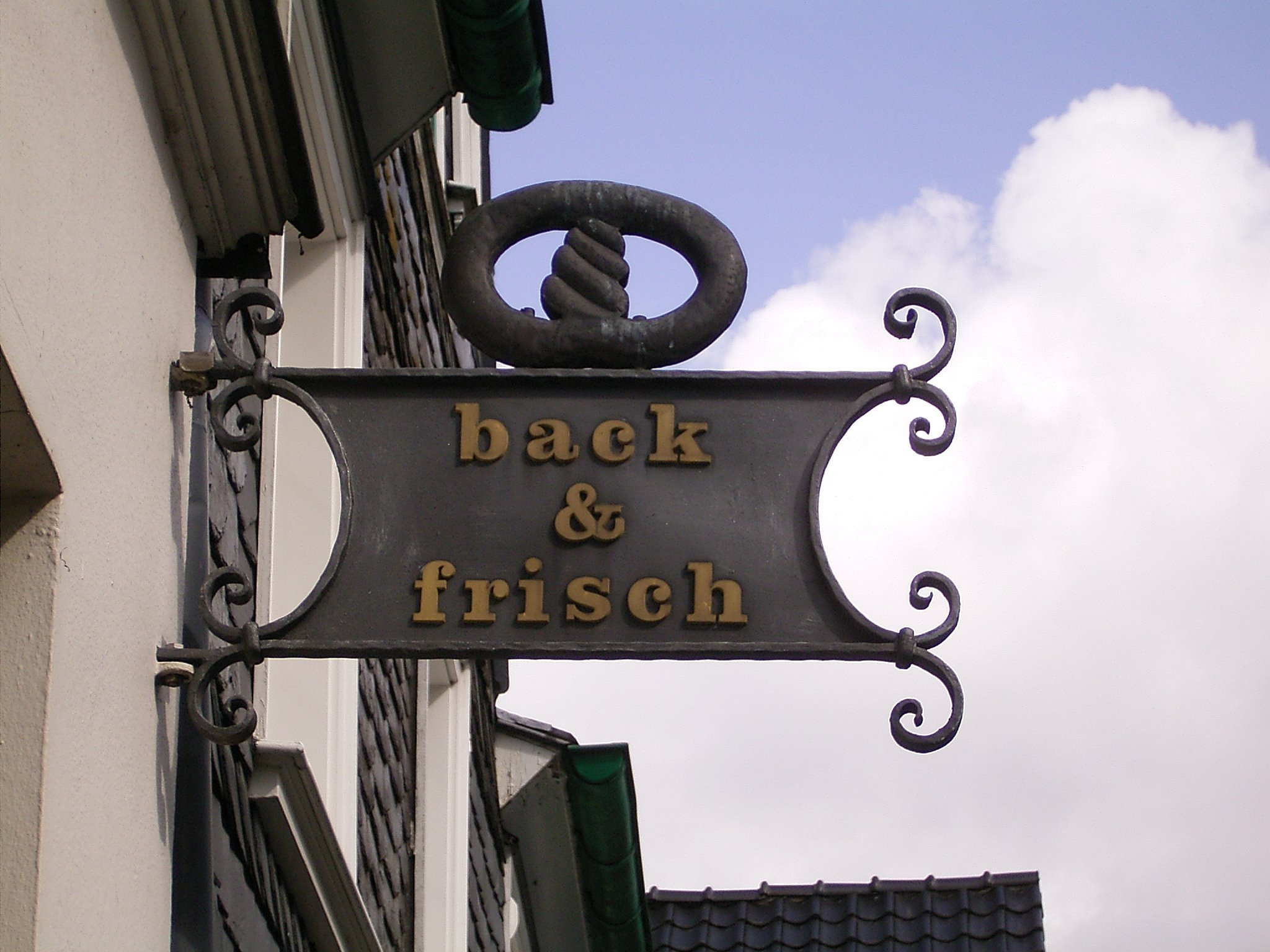
Reclamebord met krakeling in Wuppertal, Duitsland
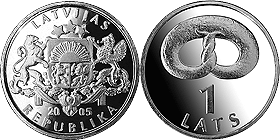
Een krakeling op een Letse lats
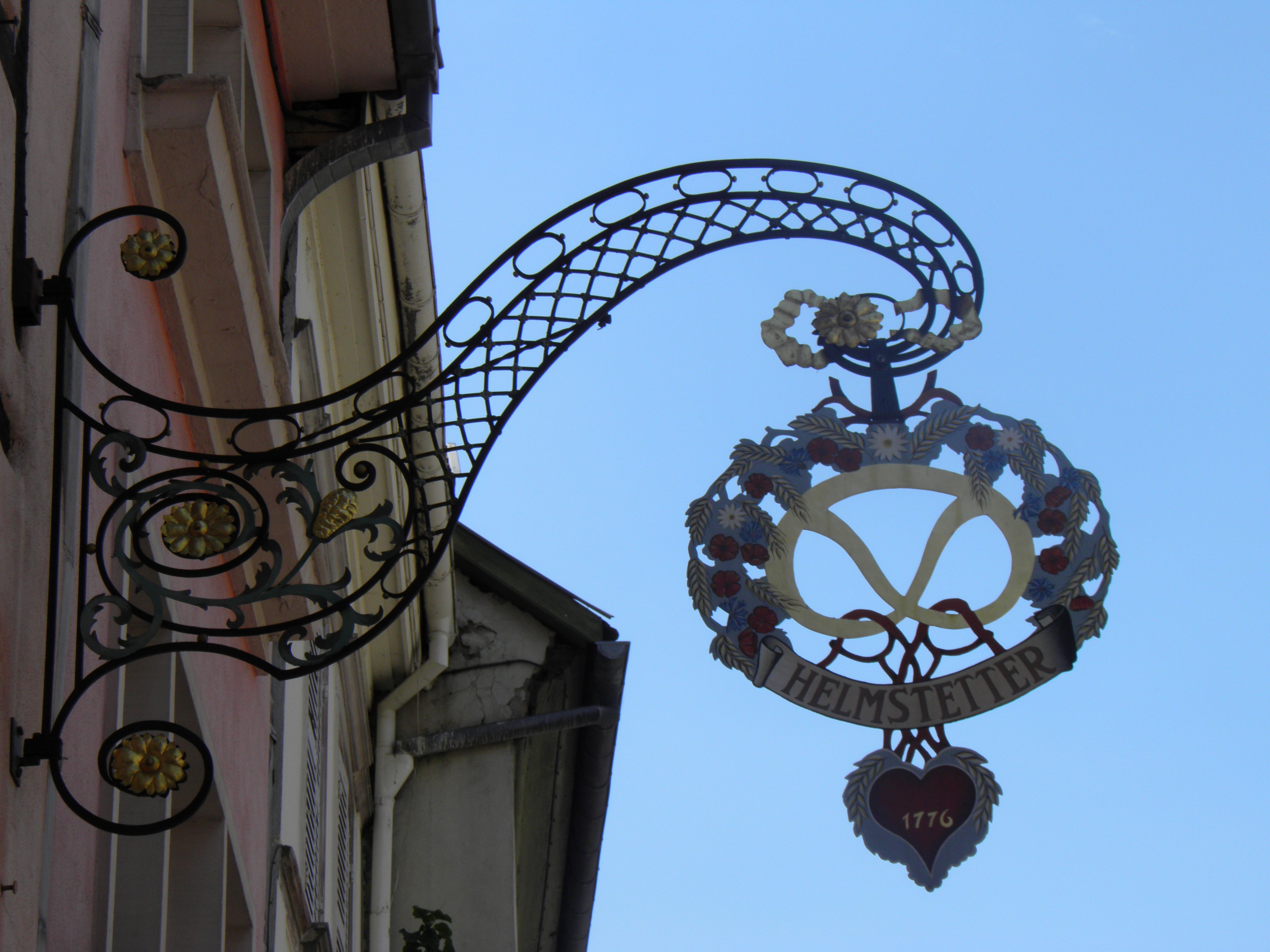
Reclamebord met krakeling in Colmar, Frankrijk
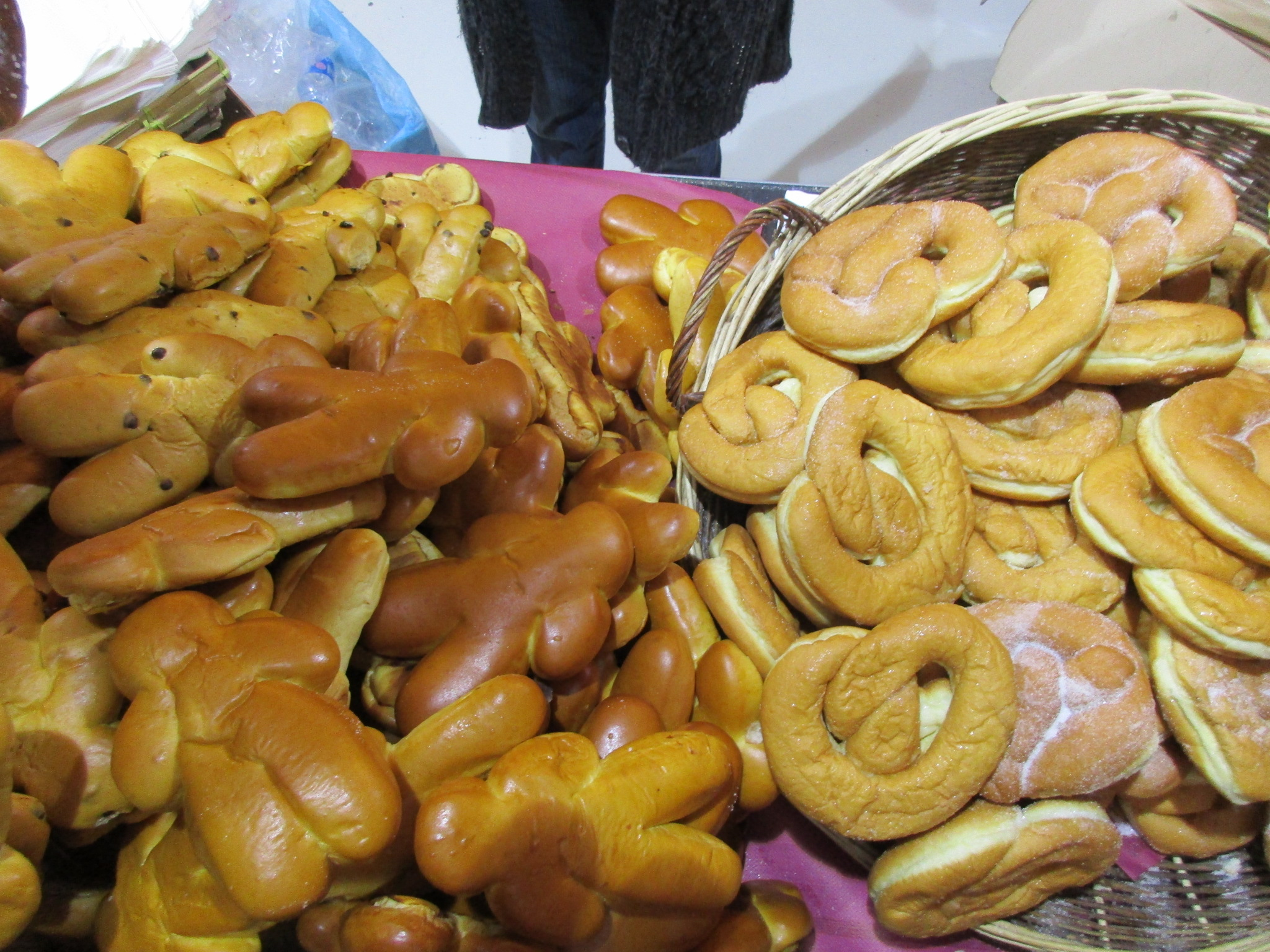
Buikmannen en zoete krakelingen op een kerstmarkt in Colmar, Frankrijk
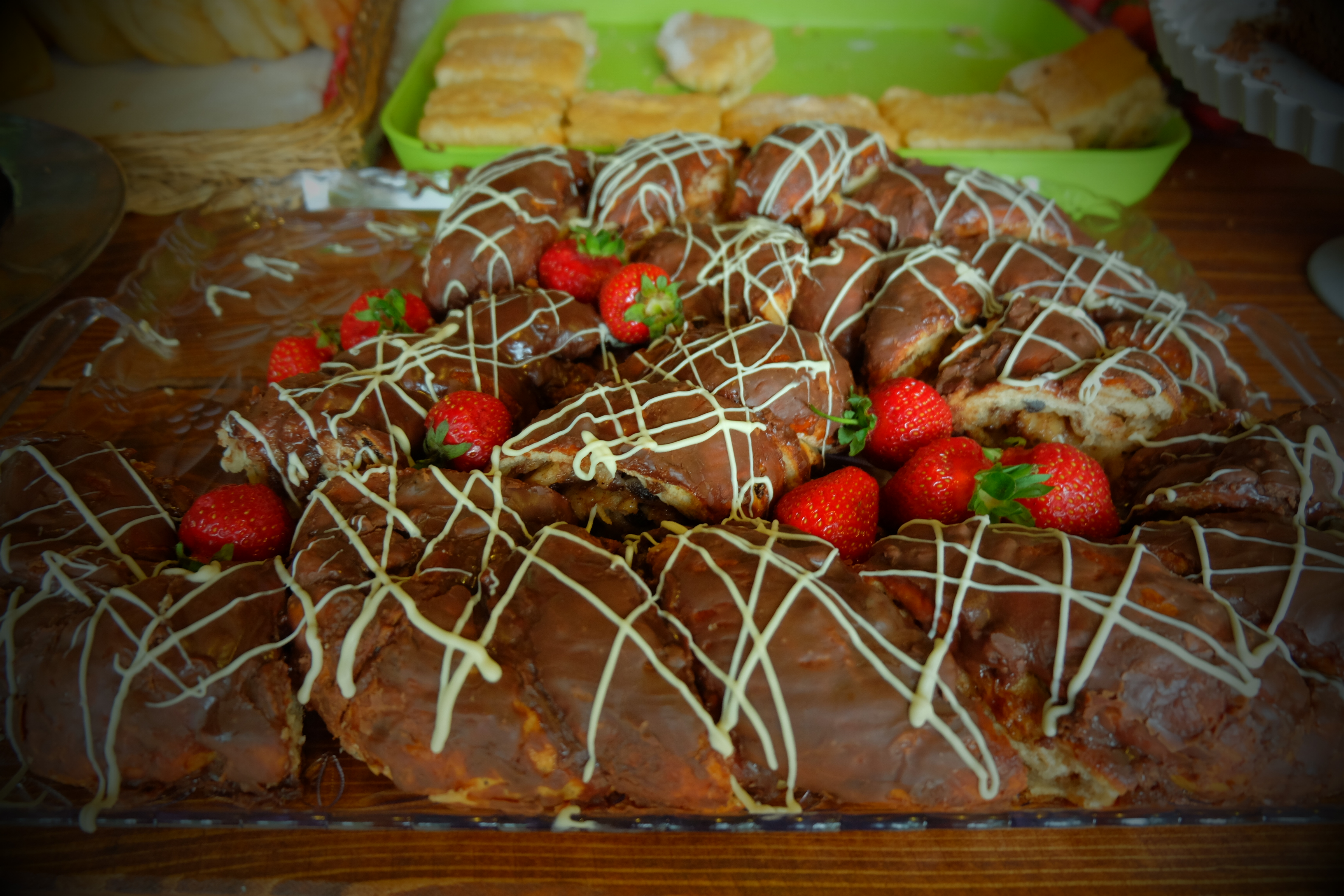
Krakeling uit Denemarken
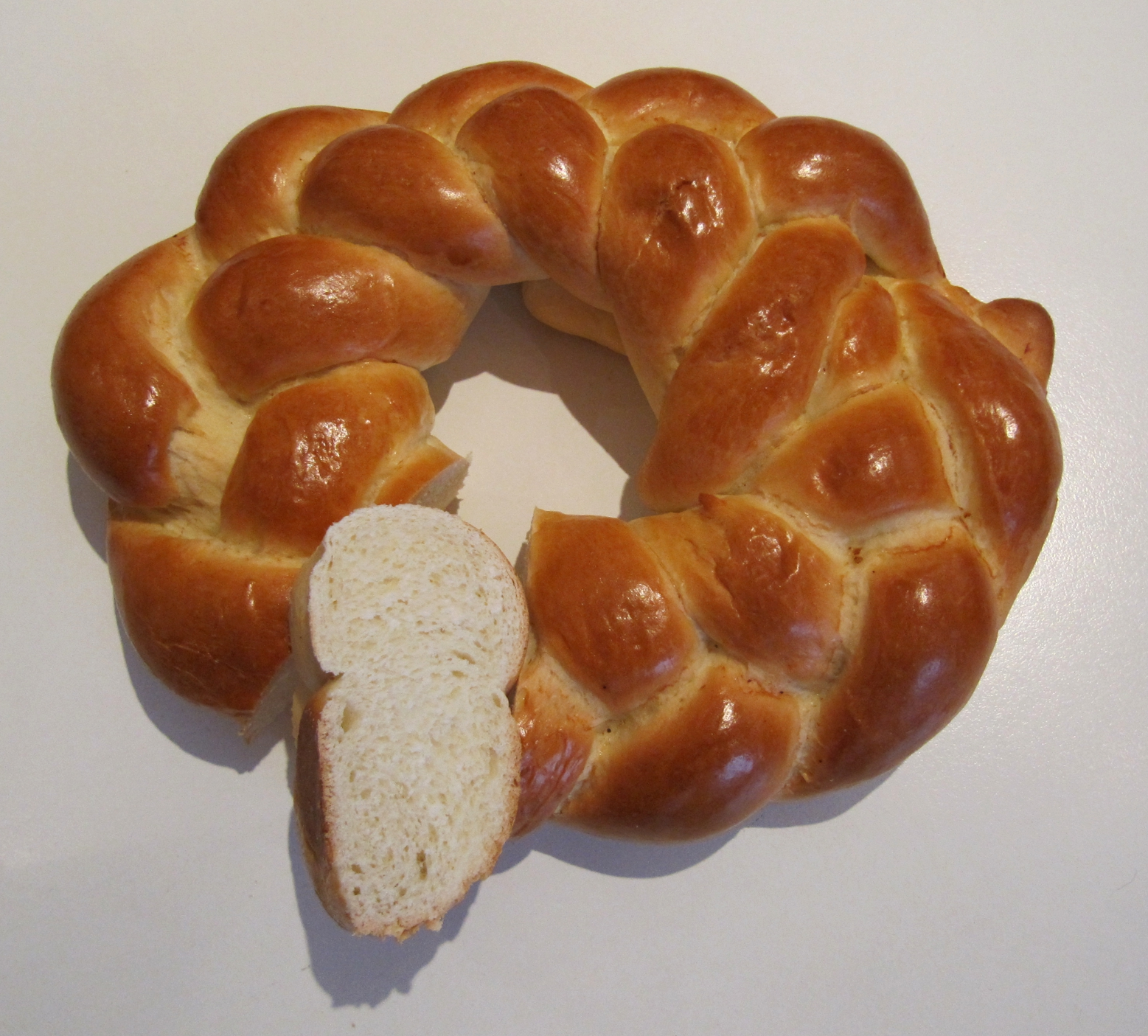
Krakeling uit Hamburg
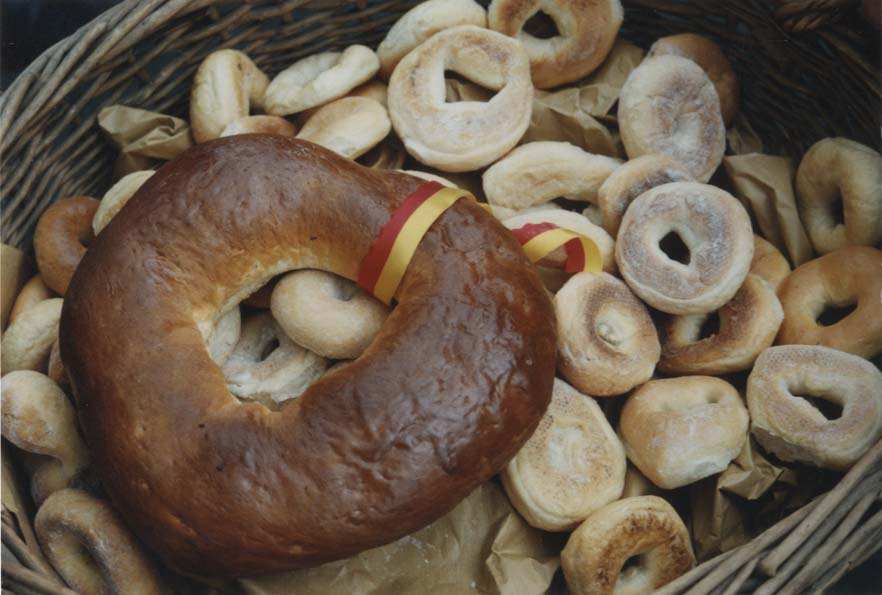
Mastellen uit Geraardsbergen
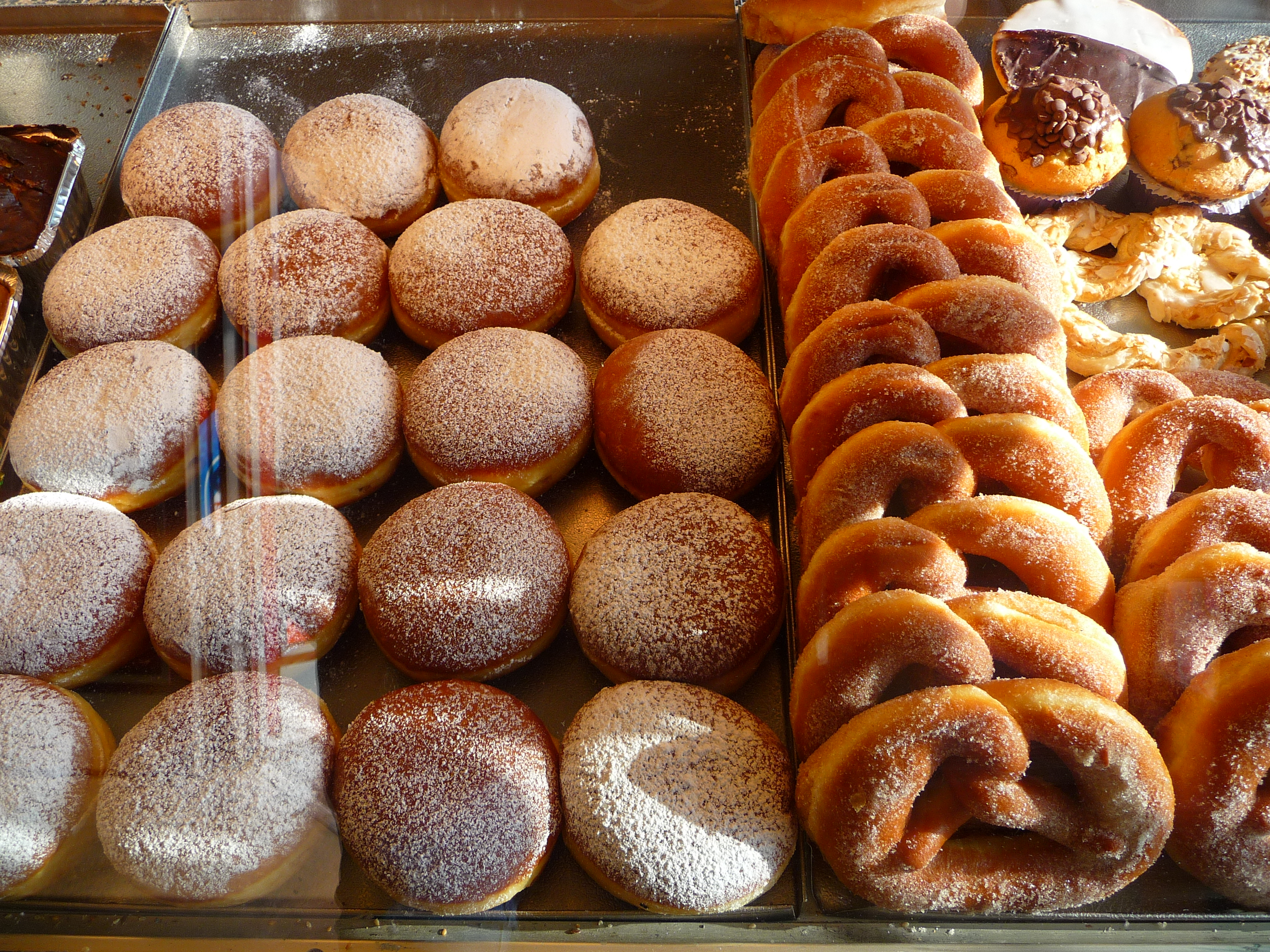
Berlinerbollen en krakelingen gemaakt van hetzelfde deeg, daarnaast nog een krakeling gemaakt van bladerdeeg